# Cordage (tennis)
Pour les articles homonymes, voir cordage.
 (mai 2017).
Si vous disposez d'ouvrages ou d'articles de référence ou si vous connaissez des sites web de qualité traitant du thème abordé ici, merci de compléter l'article en donnant les références utiles à sa vérifiabilité et en les liant à la section « Notes et références ».
Le cordage est la partie de la raquette de tennis entrant en contact avec la balle. Il est constitué de cordes disposées verticalement (appelées "montants") et horizontalement (les "travers") à l'intérieur du cercle de la raquette. Il détermine, avec le cadre, quels seront le contrôle, la puissance et le confort apportés au joueur par sa raquette.
Moins il y a de cordes, plus il sera facile de donner de l'effet à la balle. 
Il arrive que des joueurs de tennis adaptent leur entraînement au cordage dont ils disposent, et inversement. Par exemple, un cordage orienté puissance permettra de travailler les amortis.
Néanmoins, cet aspect reste une exception, la plupart des joueurs choisissant plutôt leur cordage en fonction de leurs sensations générales.

## Caractéristiques
Un cordage a pour caractéristiques principales :
- Sa puissance: plus un cordage est puissant, plus grande sera la vitesse apportée à la balle à effort égal. Bien souvent, plus le cordage est puissant, moins il apporte de contrôle et vice versa.
- Son contrôle: c'est sa capacité à permettre au joueur d'effectuer des coups précis à qualité de frappe égale.
- Son confort: c'est son aptitude à ne pas transmettre au bras des chocs ou des vibrations gênants.
- Sa tolérance: c'est la faculté du cordage à bien réagir aux balles décentrées. Ainsi certains cordages ne conviendront qu'à des joueurs possédant une excellente technique.
- Sa prise d'effet: le cordage peut accentuer sensiblement ou non les effets que le joueur imprime à la balle, la technique du joueur restant tout de même la source primordiale.
- Sa durabilité: elle est caractérisée par la durée pendant laquelle le cordage reste jouable. En effet, au fur et à mesure de son utilisation, il perd en tension, devenant moins précis. Il perd en élasticité, ce qui intensifie les vibrations et rend le contact avec la balle plus brutal pour le bras. Enfin ses cordes bougent de plus en plus, il s'use et finit par casser. Certains joueurs professionnels refont les cordages de toutes leurs raquettes après une rencontre, même si certaines n'ont pas servi.

## Nature du cordage
Le cordage peut être d'origine naturelle ou synthétique. Il est possible de composer un cordage hybride en en utilisant deux aux caractéristiques (matériau, jauge...) différentes pour les montants et les travers.

### Boyau
Le boyau naturel a été le premier matériau employé comme cordage de tennis. C'est Pierre Babolat qui mettra en œuvre un tel procédé en 1875, alors que ce sport en est à ses balbutiements.
Les cordages en boyau sont fabriqués en séchant des fibres d'une partie de l'intestin du bœuf appelée séreuse. Elles contiennent du collagène pouvant résister aux étirements et aux contractions de l'intestin. Cette élasticité rend ces fibres parfaitement adaptées pour du cordage de tennis. Bien que les boyaux de moutons aient aussi été utilisés par le passé pour fabriquer du cordage, l'utilisation de boyaux de chat reste une légende.
Les qualités en matière de confort et de tenue de tension des cordages en boyau restent aujourd'hui inégalées, c'est pourquoi ils sont les plus onéreux.

### Les synthétiques
De nos jours, la plupart des joueurs amateurs utilisent des cordages synthétiques. Bien qu'étant inférieurs qualitativement au boyau naturel, ils s'améliorent d'année en année et leur prix est nettement inférieur à celui du boyau naturel (de 4 à 8 fois), mais lorsque l'on a un cordage synthétique, il est plus prévisible de se blesser (par exemple Le tennis Elbow).

#### Structure
Les cordages synthétiques sont pour la plupart structurés de deux manières :
- Les cordages multifilaments sont composés de plusieurs fils tressés. S'ils bougent plus facilement, leur souplesse et leur tenue de tension leur apportent un meilleur confort.
- Les cordages monofilament sont composés d'un seul brin. Ils sont plus rigides et moins puissants, conservent peu leur tension.

Si les cordages ont traditionnellement une section ronde, certains présentent une section polygonale (hexagonale ou octogonale principalement) pour accentuer la prise d'effet.

#### Matériaux
De nombreux matériaux peuvent être utilisés :
- le polyester (assez rigide) ;
- les copolymères, (assez tendres) ;
- les polyamides (nylon) assez robustes ;
- les fibres aramides (kevlar) très robustes et rigides ;
- le carbone ;
- des fibres métalliques.

## Jauge
Bien souvent, un même cordage est disponible en plusieurs tailles. En Europe, elle s'exprime en millimètres. Les jauges les plus standards vont de 1.15 et 1.40 millimètre. Une jauge plus épaisse permettra de gagner en durabilité et contrôle, mais donnera une vitesse de balle inférieure. 
Plus le diamètre du cordage est petit, plus il sera facile de donner de la vitesse ainsi qu'une rotation à la balle.

## Tension
Lors de la pose du cordage, on peut appliquer une tension (exprimée en kilogrammes ou en livres selon les pays) plus ou moins forte à celui-ci. Contrairement à une idée répandue, plus une tension de cordage sera élevée et plus on aura de contrôle et moins on aura de puissance. Le choix de la tension de cordage se fera en fonction de l'effet attendu par le joueur (contrôle ou puissance), mais aussi selon la nature du cordage, la taille et la densité du tamis. Les grands tamis auront, à tension égale, plus de puissance et moins de contrôle qu'un petit tamis. La tension moyenne pour les multifilaments est de 25 kg pour une raquette moyen tamis (100inch/645cm2), 27 à 29 kg pour un grand tamis et 23-24 kg pour un petit tamis.

## Principaux fabricants de cordages
- Artengo
- Babolat
- Head
- Kirshbaum
- Luxilon
- Prince
- Solinco
- Tecnifibre
- Wilson
- Yonex

## Pose du cordage

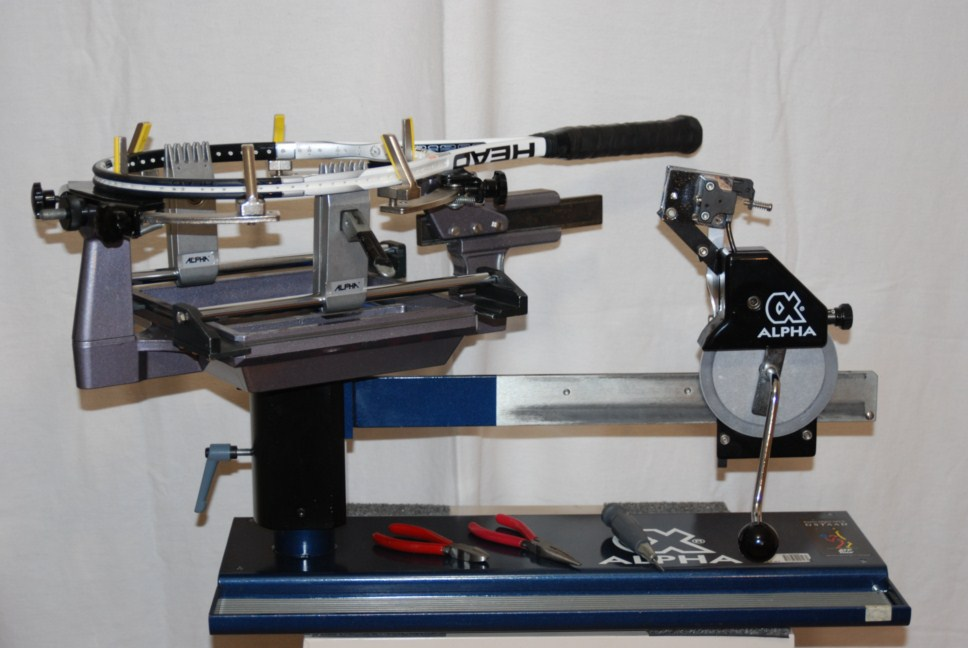
Une machine à corder à manivelle.

### Principes généraux
La pose du cordage est réalisée à l'aide d'une machine à corder. Il s'agit d'un appareil destiné à permettre l'application d'une tension sur chacune des cordes d'un cordage au moment où celles-ci sont tissées entre elles pour former le tamis. Le marché actuel en présente plusieurs modèles qui diffèrent en complexité, en précision, et en confort d'utilisation.
La technique de pose d'un cordage débute par la partie centrale des montants, tendues en alternant les côtés afin que la pression soit le plus possible symétrique et ne brise pas le cadre. Les travers sont ensuite posés en les croisant.
Pour obtenir un bon cordage, chaque tension de corde doit être tenue 20 secondes minimum afin de la stabiliser.
Corder une raquette peut demander plus d'une heure à un débutant usant d'une machine manuelle tandis qu'un cordeur confirmé peut réaliser une pose en une vingtaine de minutes à l'aide d'une machine électronique. Toutefois, les services de pose offerts par les tournois des circuits professionnels imposent souvent un temps de réalisation très court, de l'ordre de 10 à 12 minutes.
Pour une raquette de tennis, la pose est généralement moins rapide que dans le cas du badminton, car les tensions y sont plus importantes et le croisement des cordes dessus-dessous est moins aisé.
La plupart des joueurs font appel au service proposé par un magasin de sport ou un club. Néanmoins, certains, notamment parmi ceux qui cassent très régulièrement leur cordage, préfèrent posséder leur propre machine, ce qui peut représenter un investissement plus intéressant à long terme.

### Les différents types de machine à corder
Deux principaux types de machine à corder sont proposés au grand public et aux professionnels : les machines manuelles, peu onéreuses et simples de conception, se basent sur un système mécanique pour l'application de la tension ; les machines électroniques utilisent un moteur électrique à cette fin, celui-ci permettant en outre de proposer un fonctionnement plus avancé.
En fonction du degré de sophistication, le prix d'une machine à corder peut s'avérer extrêmement variable, allant de 110 € pour un modèle manuel simple à plus de 10 000 € pour un modèle électrique doté de spécificités techniques plus complexes, telles qu'un tirage linéaire ou une fonction de pré-étirement, améliorant la qualité et la rapidité de la pose.
Quelle que soit la qualité de la machine, les compétences du cordeur restent essentielles pour obtenir une pose de qualité (changement des œillets, vérification des passages de corde, mise en tension de chaque corde séparément, etc.).

#### Machines manuelles à contrepoids
Simple de conception et ainsi bon marché, ces machines manuelles utilisent un contrepoids mécanique pour l'application de la tension désirée. Ainsi, elles présentent une bonne qualité de pose, car la mise sous tension est continue et ne va pas au-delà de la valeur demandée. Ce procédé respecte et conserve l'élasticité du cordage.
En revanche, le temps de pose est important, ce qui les rend inadaptées aux cordeurs professionnels, qui ont besoin de corder souvent et rapidement.

#### Machines manuelles à manivelle (clapet)
Ce type de machine manuelle utilise une manivelle que le cordeur actionne pour obtenir la tension désirée, puis bloque pour la conserver. Ces machines permettent de travailler plus rapidement, mais le cordage perdra sa tension plus facilement qu'avec une machine à contrepoids ou électronique.

#### Machines électroniques
Ces machines contrôlent la tension tout au long de la pose grâce à un moteur électrique dirigé par un système électronique. Elles permettent un travail rapide et performant.
Ce type de machine est le plus utilisé chez les spécialistes et les professionnels devant réaliser plusieurs poses à la semaine. Toutefois, bien que proposant une rapidité et un confort appréciables, et surtout même si elles sont plus précises, les machines électroniques peuvent présenter une qualité de pose inférieure à celle d'une machine manuelle à contrepoids : les modèles à système rotatif de base peuvent en effet appliquer une forte sur-tension avant de revenir à la valeur demandée par le cordeur. Ainsi, le cordage ne supportant pas des tensions aussi importantes, et parce qu'il possède un point de non retour, il perd toutes ses qualités et son élasticité.
Les modèles à tension linéaires tentent d'apporter les avantages de toutes en alliant le respect du cordage offert par un système à contrepoids et la rapidité inhérente aux moteurs électriques.